# Wild Heart
Wild Heart è il secondo singolo estratto dall'album di debutto della band The Vamps, Meet The Vamps.
È stata scritta da Bradley Simpson, James McVey, Tristan Evans, Connor Ball, Amund Bjørklund, Espen Lind, Ben Harrison, Ayb Asmar e Jamie Scott.
Ha debuttato al numero tre nell'Official Singles Chart.

## Video
Il 22 luglio 2013 i The Vamps hanno caricato un 'video live' sul loro canale YouTube.
Il video ufficiale è stato pubblicato il 3 dicembre 2013 ed è stato diretto da Dean Sherwood, il fotografo e videomaker della band.

## Tracce
Singolo
CD singolo 1
1. Wild Heart – 3:11
2. You Said No (Busted cover)
3. Best Song Ever (One Direction cover)
4. Are You Gonna Be My Girl (Jet cover)

CD singolo 2James & Connor
1. Wild Heart
2. A Thousand Years (Christina Perri cover)

DVD
1. Wild Heart (Music Video)
2. Carry On Vamping (Documentary)

EP digitale
1. Wild Heart (Nashville Mix) – 3:11
2. Five Colours in Her Hair (McFly cover) – 2:57
3. Twist and Shout (The Beatles cover) – 2:39
4. Why'd You Only Call Me When You're High? (Arctic Monkeys cover) – 2:40